# Atelodora agramma
Atelodora agramma är en fjärilsart som beskrevs av Oswald Beltram Lower 1900. Atelodora agramma ingår i släktet Atelodora och familjen vecklare. Inga underarter finns listade i Catalogue of Life.